# Польсько-московська війна (1609—1618)
Польсько-московська війна 1609—1618 — військовий конфлікт між Річчю Посполитою та Московським царством, який тривав з 1609 по 1618 рік.

## Передумови війни
У 1584 році помер московський цар Іван Грозний, залишивши після себе двох нащадків, які перебували на царському престолі — Дмитра та Федора I. Зі смертю останнього московського царя роду Рюриковичів Федора на історичній сцені з'явились боярські роди Юр'євих і Годунових.
Період з 1601 по 1603 роки відзначають як досить неврожайний — навіть у літні періоди траплялися заморозки (однією з причин такої аномалії називають вулканічну зиму, яка настала внаслідок виверження вулкана Вайнапутіна в Перу 19 лютого 1600 року, призвівши до неврожаю). Голод у Московському Царстві, спричинений цим природним явищем, забрав близько півмільйона осіб. Голодаючі поступово стікались до Москви, де уряд роздавав гроші й хліб. Та це призводило лише до погіршення ситуації, поглиблення дезорганізації господарства. Неспроможність поміщиків прогодувати своїх холопів примушувала їх позбуватися селян, виганяючи з садиб, залишаючи напризволяще. Вигнанці швидко брались за грабіж, розбій, формуючи інколи банди з кількох сотень чоловік (найвідоміша — банда Хлопкова). Все це разом спричинило непопулярність московського царя Бориса Годунова.
15 серпня 1604 року з території Речі Посполитої в межі Московського Царства увійшло військо Лжедмитрія I. Лжедмитрій видавав себе за московського царевича. Його підтримали магнати Речі Посполитої Мнішеки, значну частину війська становили козаки.
Після смерті Бориса Годунова у квітні 1605 року престол успадкував шістнадцятирічний Федір Борисович, а управляти державою взявся Семен Годунов. Невдоволений призначенням нового воєводи, Петро Басманов, який успішно відбив натиск військ Лжедмитрія під Новгород-Сіверським і був обласканий царем Борисом, перейшов до Лжедмитрія і став його найближчим радником (загинув з ним в один день).
У травні 1605 року Дмитру присягнуло московське військо, що стояло під Кромами, його Дмитрій одразу відправив в похід на Москву на чолі з князем Василем Голіциним, а сам поїхав до Тули і, переконавшись у підтримці тульських дворян, також рушив до Москви. 1 червня 1605 в результаті перевороту був повалений Федір Борисович Годунов. 10 червня він був убитий, а через 10 днів Лжедмитрій I урочисто в'їхав у Кремль. 18 липня Лжедмитрія визнала цариця Марія — дружина Івана Грозного і мати царевича Дмитра. 30 липня відбулося вінчання на царство. Менш ніж через рік, 17 травня 1606 року Лжедмитрій був убитий в результаті перевороту, а частина поляків, що були з ним у Москві, були або перебиті, або взяті під варту і розіслані по містах. Царем став Василь Шуйський, легітимність якого, однак, не визнавала значна частина населення.
В 1607 році в Стародубі з'явився новий самозванець — Лжедмитрій II, який видавав себе за царя Дмитра, який дивом врятувався вдруге. До нього негайно пристало значна кількість польських «рокошан» — повстанців-конфедератів, що програли затіяне ними повстання проти Сигізмунда III («Рокош Зебжидовського»). Найвизначнішими з них були князь Роман Ружинський, що став гетьманом армії самозванця, Олександр Лісовський, Адам Вишневецький; потім до них приєднався і Ян Петро Сапіга, який під час рокоша боровся на стороні короля; запорізьких козаків очолював галичанин Іван Заруцький. Самозванець рушив на північ, 30 квітня-1 травня 1608 розбив під Болховом війська Шуйського і обложив Москву, влаштувавши під Тушино свій табір.

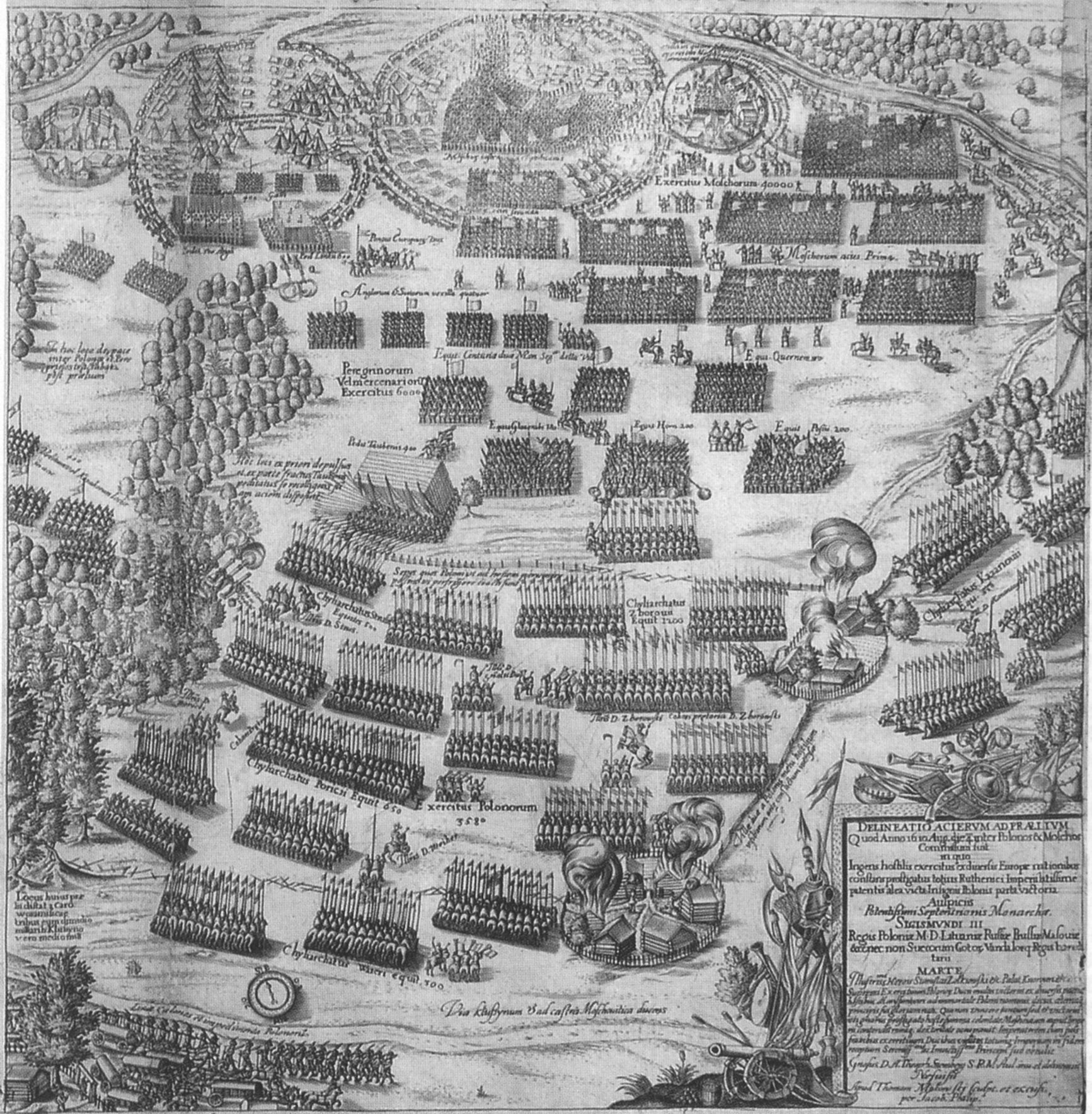
Битва при Клушині

Шуйський спробував врегулювати ситуацію, уклавши мирний договір з Сигізмундом (26 липня), за яким відпускав всіх поляків, взятих у полон після травневих подій; Сигізмунд, у свою чергу, зобов'язався відкликати з-під Тушина своїх підданих (чого він виконати не міг). Поляки були відпущені і серед них Марина Мнішек, яка за наказом гетьмана Романа Ружинського, була перехоплена полковником Іваном Заруцьким, доставлена в Тушинський табір і негайно «визнала» в самозванці свого чоловіка.
Підтримка Лжедмитрія II частиною московських бояр призвела до того, що значна частина Московського Царства опинилася під владою тушинців, а в обложеній Москві почався голод. У такій ситуації, Шуйський закликав на допомогу шведів — 28 лютого 1609 року його племінник Михайло Васильович Скопин-Шуйський уклав договір в Виборзі, за яким шведи зобов'язалися виставити армію проти Самозванця, а Шуйський — віддати шведам Корельський повіт, укласти з ними союз проти Речі Посполитої і допомогти у відвоюванні у поляків Лівонії. Таким чином в результаті внутрішньо-московських проблем та дії непідконтрольних польському королеві рокошан виникала загроза формування московсько-шведського антипольського військового союзу, тому король Сигізмунд III Ваза сприйняв факт підписання договору як Casus belli.

## Війна

### 1609
Річ Посполита вступила у війну у вересні 1609 року — після укладання московським царем Василем Шуйський союзу з ворожим полякам Шведським королівством (див. Виборзький трактат 1609).
Сподіваючись перемогти без особливих зусиль, поляки взяли в облогу Смоленськ, у якому захищався воєвода Шеїн з 4-тис. гарнізоном, та закликали своїх одноплемінників з тушинського табору приєднатися до королівського війська. Цей заклик, як і саме вторгнення в Московське Царство королівського війська тушинські поляки спочатку сприйняли вороже, бо вважали, що зиск від перемоги над Московією має належати їм, але, зрештою, вирішили пристати на пропозицію з'єднатися з королівським військом. Їх рішення викликало кризу в Тушинському таборі, після якої Самозванець втік до Калуги. В Калузі до нього приєдналися козаки, татари і навіть частина поляків. Решта поляків на чолі з гетьманом Ружинським пішли в Волоколамськ, попередньо спаливши Тушино. Окремо від основних сил діяв полковник Лісовський: навесні 1610 року його загін з легкої кавалерії почав похід до Ростова, 2 травня вийшов до Калязинського монастиря, далі до Твері, Торопця і вийшов до Великих Лук, потім рушив до Пскова, де влаштувався в фортеці Воронич.
Тушинські московити, опинившись у безвихідному становищі, запропонували покликати на царство сина Сигізмунда, польського королевича Владислава, якому на той час було 15 років — за умови його хрещення в православну віру, про що і було досягнуто угоди з Сигізмундом під Смоленськом.

### 1610
4 липня 1610 року в Клушинській битві московське військо та союзні їм шведські сили Якоба Делаґарді загальним числом близько 48 тисяч осіб були розгромлені 12,4-тисячним військом гетьмана польного коронного Станіслава Жолкевського і шлях на Москву виявився відкритим. Цим скористався Лжедмитрій І зі своїм військом; він також став під Москвою.
Жолкевський підійшов до Москви на початку серпня і встав табором на захід від міста. 17 серпня 1610 року між боярами і гетьманом Жолкевським був підписаний договір, і Москва присягнула Владиславу, теж саме зробили і інші міста, а з Москви до короля під Смоленськ було направлено посольство на чолі з князем Василем Голіциним для вироблення умов царювання Владислава і мирного договору з Річчю Посполитою. Московські бояри, побоюючись Самозванця, в ніч на 21 вересня впустили поляків у Кремль. Шуйського було заарештовано. На вимогу короля для підтримки порядку в столиці до прибуття в Москву королевича Владислава Жолкевський у жовтні-листопаді ввів свої війська до Москви — без бою. Через кілька місяців, дізнавшись про намір Сигізмунда посісти московський престол замість Владислава і не підтримуючи цього рішення, Жолкевський відбув до Смоленська. На чолі московського гарнізону був залишений Олександр Гонсевський.
Відправлене до Сигізмунда посольство так і не зуміло ні про що домовитися і врешті-решт було заарештоване і поляки стали правити Московією по праву завойовників. Це призвело до того, що невдоволеними виявилися прибічники Шуйського, що посилали посольство, так і прибічники Лжедмитрія, які не отримали від завоювання свого зиску. У такій ситуації почався рух за вигнання поляків, що об'єднав колишніх ворогів — «тушинців» і прихильників Шуйського.

### 1611
Першим ополченням проти поляків, литовців та «семибоярщини» керували Дмитро Трубецькой, Прокопій Ляпунов та Іван Заруцький. В квітні-травні 1611 ополченці взяли вали Земляного міста і стіни Білого міста, захопивши більшу частину Москви, і заблокували поляків, литовців та їх прибічників у Кремлі і Китай-городі. Після цього в лавах ополченців відбувся розкол.
13 червня 1611 після тривалої облоги королівські війська взяли Смоленськ.
Восени-взимку цього ж року в Нижньому Новгороді почало формуватися друге ополчення.

### 1612

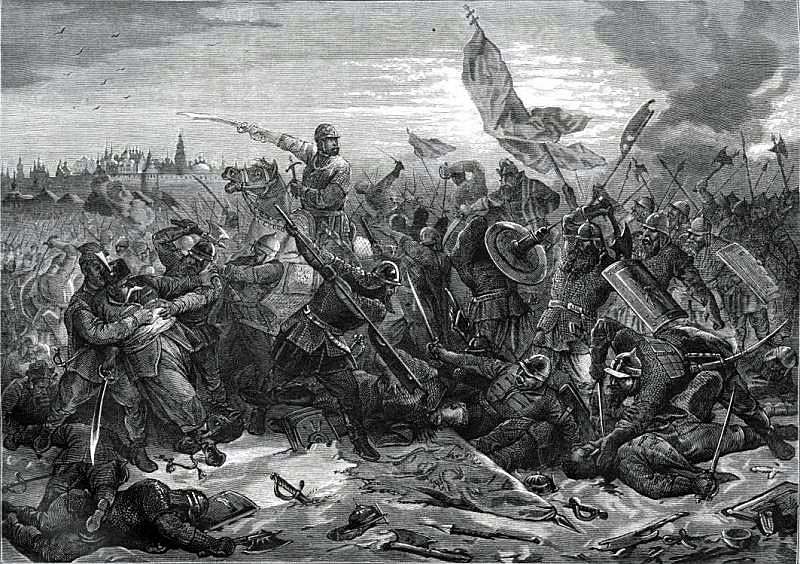
Битва Ходкевича з Пожарським під Москвою

1-3 вересня 1612 року при спробі деблокувати військо Речі Посполитої, що виявилось оточеним у Москві, відбулася Московська битва між військом гетьмана Ходкевича й московськими ополченцями другого та частково з першого ополченця (атаман Заруцький з частиною війська покинув ополченців). Ходкевич було потіснив московитів, та не зміг зняти блокаду й був змушений відступити, хоча окремі його загони піхоти та кавалерії увійшли в місто. Богдан Балика, свідок та учасник цих подій вказує, що на момент битви в Кремлі перебували 600 осіб «нашого люду» і починався голод, а більша частина польсько-литовського московського гарнізону покинула місто ще в середині літа. Інший свідок подій, Мартин Бер стверджує, що на той момент в Кремлі перебувало всього 60 чоловік війська (інші, вочевидь, були міщанами та торговими людьми з Києва, Литви та Польщі). 26 жовтня завершилися перемовини обложених з ополченцями і обложені покинули місто, деяких з них в порушення присяги протримали до січня 1613 року.

### 1613—1615
1613 року московити відбили Дорогобуж, Вязьму, Білий та ін., але спроба взяти Смоленськ закінчилася невдачею; загони поляків, козаків і литовських людей вибили московитів з України і Сіверської області.
В 1615 році на чолі великого 1.2 — 2 тис. загону новий похід проти Московського Царства здійснив Лісовський. Похід планувався як відволікаючий від Смоленська. У липні він осадив Брянськ, 19 червня захопив Карачов і Орел. 6 вересня в районі Орла розбив авангард військ князя Пожарського, після чого захопив Болхов, Бельов, підступив до Лихвина (місцевий гарнізон зміг відсидітися за укріпленнями), взяв Перемишль. У листопаді стояв під Ржевом.

### 1617—1618
1618 року польські та козацькі з'єднання розорили південні області Московії і тримали в облозі Москву.

## Результати
Війна завершилася підписанням Деулінського перемир'я, яке стало найбільшим успіхом Речі Посполитої в протистоянні з Московською державою. Річ Посполита отримала білоруські й українські землі, які до того були під владою Москви — Смоленську, Чернігівську та Новгород-Сіверську, всього 29 міст. Польський король офіційно зберіг за собою право претендувати на московський трон. З іншого боку, це перемир'я поклало початок завершенню періоду постійних війн в Московському царстві, котрий тривав протягом 15 років.